# Yukiko Motoya
Yukiko Motoya (japanisch 本谷 有希子 Motoya Yukiko; geboren 14. Juli 1979 in Hakusan) ist eine japanische Schriftstellerin. 

## Leben
Yukiko Motoya hatte zunächst ein eigenes Theater, schauspielerte, führte Regie und schrieb Stücke. Im Jahr 2003 veröffentlichte sie ihren ersten Band mit Erzählungen. 
Sie erhielt 2009 den Kishida-Kunio-Preis für Dramatik, 2011 den Noma-Literaturpreis, 2013 den Ōe-Kenzaburō-Preis, 2014 den Mishima-Preis und 2015 den Akutagawa-Preis. 

## Übersetzungen ins Deutsche
- Die einsame Bodybuilderin. Erzählungen. Übersetzung Ursula Gräfe. Berlin : Blumenbar, 2021